# Heiningen, Wolfenbüttel
Heiningen là một đô thị ở huyện Wolfenbüttel, trong bang Niedersachsen, nước Đức. Đô thị Heiningen, Wolfenbüttel có diện tích 8,41 km².